# Сауэр, Лео
Ле́о Са́уэр (словац. Leo Sauer; родился 16 декабря 2005) — словацкий футболист, вингер нидерландского клуба «Фейеноорд» и сборной Словакии. Участник чемпионата Европы 2024.

## Клубная карьера
Уроженец Братиславы, Лео начал играть в футбол в академии местного клуба «Слован». Летом 2018 года стал игроком футбольной академии клуба «Жилина». 27 февраля 2022 года дебютировал за «Жилину 2» (резервную команду «Жилины») в матче Второй лиги Словакии против «Петржалки». В апреле 2023 года подписал трёхлетний контракт с нидерландским клубом «Фейеноорд». 20 августа 2023 года дебютировал в основном составе «Фейеноорда», выйдя на замену в матче против роттердамской «Спарты» и отметившись забитым мячом.
12 августа 2024 года перешёл на правах аренды в клуб НАК Бреда.

## Карьера в сборной
Выступал за сборные Словакии до 17, до 18, до 19, до 20 лет и до 21 года.
26 марта 2024 года дебютировал за главную сборную Словакии в товарищеском матче против сборной Норвегии.